# Asiophantes pacificus
Asiophantes pacificus là một loài nhện trong họ Linyphiidae.
Loài này thuộc chi Asiophantes. Asiophantes pacificus được Kirill Yuryevich Eskov miêu tả năm 1993.